# Émilienne Kerhoas
Émilienne Kerhoas est une poétesse française née le 29 juin 1925 à Landerneau et morte le 10 novembre 2018 à Brest. Elle a exercé le métier d’institutrice.

## Ouvrages
- L'Épreuve du temps (1957)
- La Terre promise (1963)
- Épars (1969)

Prix Valentine-de-Wolmar de l’Académie française en 1970
- Le Sens du paysage (1974)
- A Fleur d’âme (1976)
- Les Marches (1978)
- Le Tombeau de Théia
- Arbre et Cristal, 2010
- Saint-Cadou (1957), réédition, revue et corrigée, la Sirène étoilée, 2014

Elle a également réalisé des livres d'artiste avec le peintre Yves Picquet :
- La Flèche du temps, 1994
- Traversée, 1997
- Falaises, 2000
- Le Champ de l'ombre, 2004